# پدیده بلوری‌زاده
پدیده بلوری‌زاده (زادهٔ ۹ دی ۱۳۵۳ در تهران) ورزشکار سابق رشته‌های شنا، دو و میدانی و والیبال و مربی و مدرس بین‌المللی بخش پرش‌های دو و میدانی اهل ایران است. بلوری‌زاده که دارای مدرک کارشناسی ارشد تربیت بدنی و علوم ورزشی است، در سال ۱۳۸۲ ورزشکار برگزیده زن ایران و در سال ۱۳۸۰ یکی از ده ورزشکار برتر ایران انتخاب شد.  وی در لیگ سال ۱۳۹۱ به عنوان مربی بدنساز تیم دانشگاه آزاد قهرمان لیگ بسکتبال زنان ایران شد.

## دو و میدانی
بلوری‌زاده در حال حاضر رکورددار رشته‌های پنجگانه، هفتگانه و ۶۰ متر با مانع ایران است و در سال ۱۳۷۵ رکورد مریم صدارتی در پرش ارتفاع زنان ایران را با حد نصاب ۱٫۶۴ متر پس از ۲۳ سال شکسته بود. بلوری‌زاده در ۳ دوره مسابقات بازی‌های کشورهای اسلامی (۱۹۹۳، ۱۹۹۷ و ۲۰۰۱) موفق به کسب ۴ مدال طلا در رشته‌های پنجگانه، ۶۰ متر با مانع و پرش ارتفاع و ۴ در ۲۰۰ متر امدادی شده‌است. 

## والیبال
وی در سال ۱۳۷۹ در لیگ دسته یک والیبال ایران به عنوان عضوی از باشگاه والیبال هما تهران، به عنوان قهرمانی کشور رسید. بعلاوه وی به مقام قهرمانی لیگ والیبال زنان کشور در لیگ ۱۳۷۸، لیگ ۱۳۸۰، لیگ ۱۳۸۴ و لیگ ۱۳۸۳، و مقام نایب قهرمانی در لیگ ۱۳۸۵ و لیگ ۱۳۸۶ دست یافته است.
بلوری‌زاده همچنین از سال ۱۳۷۲ بازیکن و سپس کاپیتان تیم ملی والیبال زنان ایران بود. از افتخارات والیبالی وی می‌توان به مقام دوم اولین دوره مسابقات دانشجویان اسلامی ۱۹۹۳، مقام دوم دومین دوره مسابقات کشورهای اسلامی ۱۹۹۷، مقام دوم سومین دوره مسابقات کشورهای اسلامی ۲۰۰۱ نام برد.